# Kastell Hauara
Das Kastell Hauara beziehungsweise Auara, modern El-Humayma, ist ein römisches Militärlager an der während der Regierungszeit des Kaisers Trajan (98–117) durch die Legio III Cyrenaica errichteten Via Traiana Nova und lag am Limes Arabicus. Die Garnison gehörte zunächst zur Provinz Arabia und wurde während der Regierungszeit des Kaisers Diokletian (284–305) der neugegründeten Provinz Palaestina Tertia zugeschlagen. Die in dieser Fortifikation stationierten Einheiten waren für die Überwachung und Sicherung eines Grenzabschnitts verantwortlich. Das bis in die Neuzeit durch Steinraub bedrohte Kastell gehört heute zu den am besten erforschten und am besten erhaltenen frührömischen Garnisonen im Vorderen Orient. Hauara befindet sich heute bei der modernen Siedlung El-Humayma, einer Ortschaft im Gouvernement Aqaba im Süden von Jordanien.

## Lage

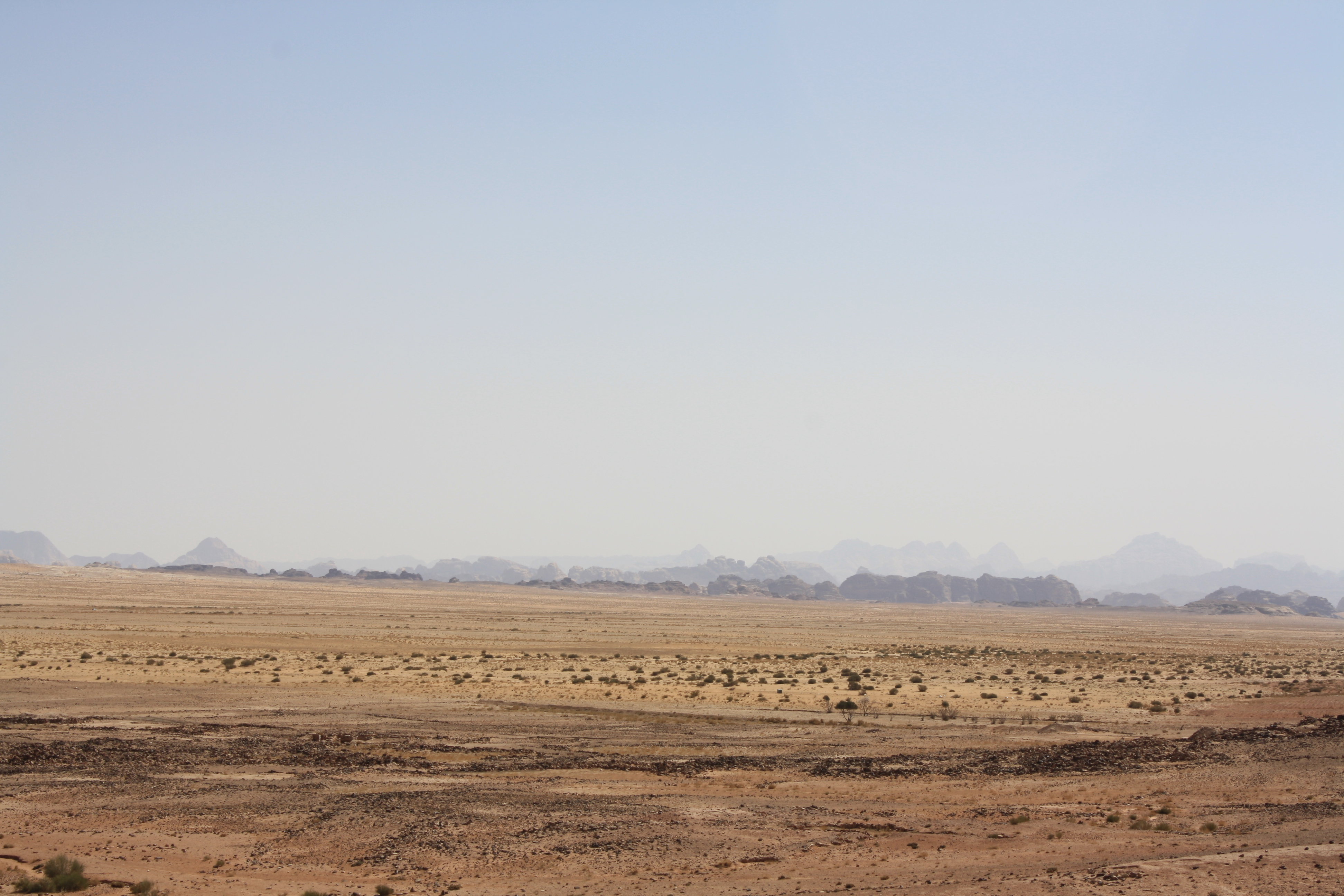
Der Blick von El-Humayma aus in südliche Richtung. Im Vordergrund Reste der Zivilsiedlung

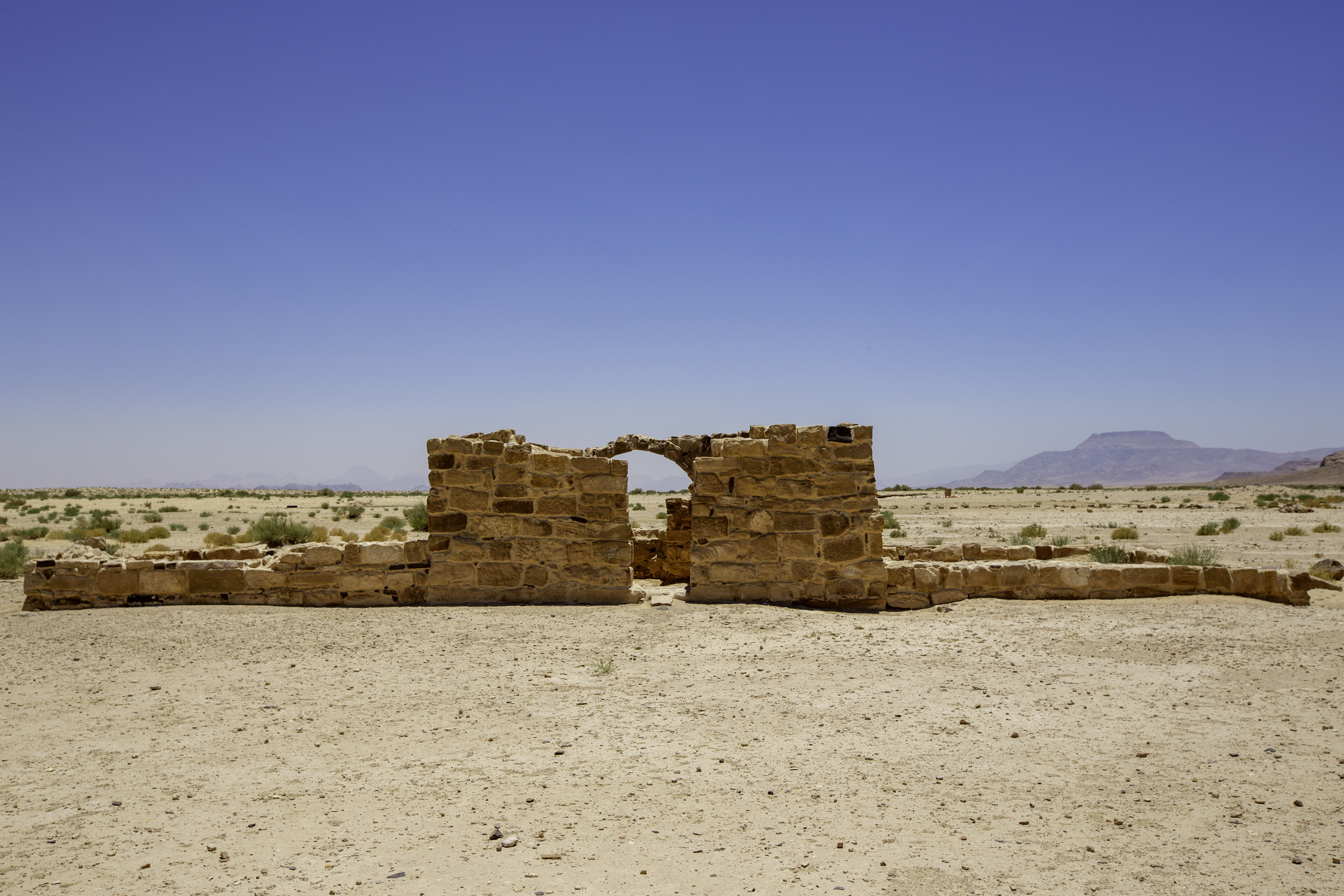
Gebäuderest in der Zivilsiedlung

El-Humayma, das zum nördlichen Gebiet der Hisma-Wüste zählt, befindet sich im Süden Jordaniens rund 60 Kilometer nördlich des am Roten Meer gelegenen Seehafens Akaba und rund 25 Kilometer südwestlich von Zodocatha/Zadagatta, heute Es-Sadaqa, im Sheraʾa-Hochland. Die Siedlung dort ist als Auara bekannt, die der antike Geograph Claudius Ptolemäus (um 100–nach 160) erwähnt und in der Form Hauara auf der Tabula Peutingeriana bezeugt wird. Die Identifizierung von Auara mit El-Humayma wird unter anderem durch den Orientalisten und Historiker David F. Graf von der University of Miami unterstützt. Die Lage der Ruinenstätte entspricht ziemlich genau den 20 römischen Meilen, die auf der Tabula Peutingeriana zwischen Zodocatha und dem südlich gelegenen Hauara an der Via Traiana Nova bezeugt sind. Ein im Jahr 2000 entdeckter Weihealtar aus dem Lagerdorf (Vicus), der im zweiten oder dritten Jahrhundert entstand, bestätigt den Namen:
Pr(o) sal(ute)

Augg(ustorum)

[I]ovi Ammo-

ni vexill(atio)

leg(ionis) III Cyr(enaicae)

Fel(icis)

q(uae) d(onum) fec(it) Hav(arrae)

cum Iul[i]o Prisco
Übersetzung: „Zum Heil der Kaiser dem Jupiter-Ammon. Eine Abteilung der Legio III Cyrenaica, der Erfolgreichen, hat zusammen mit Julius Priscus Hauara dieses Geschenk gemacht.“

## Forschungsgeschichte
Die Umfassungsmauer, das Osttor und viele der inneren Strukturen, wie das Stabsgebäude (Principia), wurden von dem kanadisch-amerikanischen Klassischen Archäologen John Peter Oleson zwischen 1993 und 2005 ausgegraben. Ergänzende Arbeiten nahm die kanadische Klassische Archäologin M. Barbara Reeves im Jahr 2012 vor. Reeves gehörte seit 1995 zur Grabungsmannschaft in Humayma und wurde in der Nachfolge von Oleson 2008 zur Projektleiterin ernannt. Die Klassische Archäologin Yvonne Gerber von der Universität Basel war für die Analyse der Keramik zuständig.
Die ersten beiden Bände des von Oleson und seinen Mitarbeitern vorgelegten Abschlussberichts des seit 1991 gelaufenen Ḥumayma-Ausgrabungsprojekts, die 2010 und 2013 veröffentlicht wurden, befassten sich mit der Geschichte und dem Wasserversorgungssystem, einem nabatäischen Lagerplatz und der Nekropole, den byzantinischen Kirchen und den frühislamischen Gehöften. Der Abschlussberichts über das Kastell, mit dem sich dieser Artikel beschäftigt, wurde als Band drei ausgeliefert.

## Baugeschichte
Der Ort ist durch eine Reihe schriftlicher Quellen bekannt, die ihn als Gründung des nabatäischen Königs Aretas III. (87–62 v. Chr.) ausweisen. Anschließend war Hauara eine Grenzstadt im Römischen Reich und zwischen 690 und 750 eine wichtige Residenz während des Abbasiden-Kalifats.
Das bald nach der Annexion des Nabatäerreiches unter Trajan im Jahre 106 n. Chr. und der Gründung der Provincia Arabia errichtete Kastell befindet sich im Nordosten des Fundplatzes, abseits der meisten anderen sichtbaren antiken Strukturen. Es bildet ein fast perfektes Rechteck von 700 × 500 römische Fuß, also 206,32 × 148,32 Metern (= 3,05 Hektar). Für die Archäologen entstand während der Ausgrabungen der Eindruck eines Bauwerks, das aus vielen Spolien errichtet wurde. Die großen Mengen an nabatäischer Keramik in den Schichten der Phase I unterstützen diesen Eindruck und lassen auf ein bedeutendes früheres nabatäisches Gebäude schließen, das ursprünglich anstelle der Kastells bestanden haben könnte oder in dessen Nähe stand. Die Datierungsnachweise aus der Zivil- und Militärgeschichte der Siedlung reichen von den Nabatäern des 1. Jahrhunderts v. Chr. bis in die frühislamische Zeit.
Um ein grundsätzliches Verständnis für die Bauphasen dieses Kastells zu entwickeln, wird anschließend das von Oleson entwickelte Schema dargestellt:
| Strata (Phasen) | Befunde | Ungefähre Datierung                           |
| --------------- | --- | --------------------------------------------- |
| I               | vorrömische, nabatäische Keramik, ohne bekannte bauliche Reste | erstes Jahrhundert n. Chr.                    |
| II              | Bau des Kastells einschließlich der Innenbebauung und der Wasserversorgung, mit späteren stückweisen Umbauten. Bau des Militärbades im Vicus. | ca. 106/110 bis ca. 285                       |
| III             | Mögliche Aufgabe des Kastells, entweder als Folge der militärischen Expansionen durch die Königin Palmyras und des römischen Orients, Septimia Zenobia, im Jahre 270 oder als Teil der während der Regierungszeit des Kaisers Diokletians (284–305) durchgeführten Reorganisation der römischen Reichsgrenze in den 290er Jahren.                         | spätes drittes bis frühes viertes Jahrhundert |
| IV              | Renovierung oder Wiederbesetzung von Teilen des Kastells einschließlich einer Einheit, der Equites sagittarii indigenae sowie eine Mitnutzung der Anlage durch Zivilisten. Diese Phase endet mit der Zerstörung durch das Erdbeben von 363 oder vielleicht mit Ereignissen im Zusammenhang mit dem Aufstand der arabischen Königin Mavia von 375 bis 378. | ca. 320 bis 363                               |
| V               | Renovierung von Teilen des Kastells für die militärische und zivile Nutzung; Ablagerung von Schutt in vielen verlassenen Räumen. | ca. 363 bis frühes 5. Jahrhundert             |
| VI              | Aufgabe des Kastells (frühes fünftes Jahrhundert), Steinraub und allmähliche Erosion der Mauern durch Wetter- und Wassereinwirkung. | fünftes bis achtes Jahrhundert                |
| VI A            | Kleinräumige, temporäre Besiedlung des Kastellbereichs. | Mitte des sechsten Jahrhunderts               |

### Phase III: Mögliche vorübergehende Aufgabe des Kastells
Grundsätzlich schwierig zu Deuten ist das wahrscheinliche Aussetzen aller Aktivitäten innerhalb des Kastells während der Phase III. Eine klare Lücke in der Münzreihe könnte auf eine vorübergehende Aufgabe der Garnison im späten dritten Jahrhundert hinweisen. Oleson konnte Prägungen von fünf der sechs Kaiser, die Diokletian direkt vorausgingen während seiner Grabungen identifizieren. Diese Münzen wurden an verschiedenen Stellen innerhalb des Kastells gefunden. Weder auf dem Gelände der Fortifikation noch sonst wo in Humayma ließen sich während der Forschungen durch Oleson indes Prägungen Diokletians finden. Auch die Münzen aus der Regierungszeit der anderen frühen Tetrarchen – Maximian (286–305), Constantius Chlorus (293–306) und Galerius (293–311) – fehlen. Allerdings dokumentieren Prägungen anderer Herrscher ab 305 n. Chr. ein Wiederaufleben des Münzumlaufs. So finden sich Münzen des Maximinus Daia (305–313), des Maxentius (306–312), von Konstantin dem Großen (306–337), Licinius (308–324) und dessen Sohn Licinianus Licinius (317–324).
Die geborgenen Münzen der späteren Tetrarchen zeigen, dass das Kastell bereits um 320 wieder besetzt gewesen sein muss. Denkbar wäre nach Oleson auch eine neue Nutzung nach Konstantins Aufstieg zum Alleinherrscher im Jahre 324. Bis heute konnte die Bewertung des keramischen Fundmaterials, der Münzen und der Stratigraphien allerdings nicht unwiderlegbar beweisen, dass das Kastell tatsächlich für eine kurze Zeit im späten dritten beziehungsweise frühen vierten Jahrhundert von der Truppe verlassen wurde, doch sprechen einige gewichtige Befunde dafür. So stürzten während der Phase III in den Principia, dem Stabsgebäude, mehrere Dächer und Wände ein. Auch sammelte sich in und um einige der Diensträume Schutt an. Im Untersuchungsareal N wurde ein Handwerksbetrieb mit fünf Becken, die höchstwahrscheinlich durch eine Brauerei genutzt wurden, am Ende von Phase II aufgegeben und in Phase IV nicht wieder in Betrieb genommen.
Wahrscheinlich spiegelt sich in der gemutmaßten zwischenzeitlichen Aufgabe des Kastells die diokletianische Reorganisation der Reichsgrenze nach 285 wider. Oleson dachte allerdings auch an Auswirkungen durch die Machtbestrebungen Zenobias, doch fanden sich keine zeitlich passenden Zerstörungen im Kastell. Allerdings wurden ein Heiligtum und mehrere Gebäude im Vicus zu jener Zeit aufgegeben.

### Phase IV: Wiederbesetzung und teilweise Nutzung durch Zivilisten
Während der Phase IV, die Oleson von circa 320 bis 363 angesetzt hat, wurden viele Bereiche innerhalb des Kastells renoviert oder umgestaltet. Aufgrund der Ausgrabungen konnten diese Tätigkeiten insbesondere für das Stabsgebäude und das Wohnhaus des Kommandanten (Praetorium) nachgewiesen werden. Die reichen Keramikfunde aus dem vierten Jahrhundert sowie die zahlreichen Münzen der konstantinischen Ära zeugen von einer kontinuierlichen Nutzung während dieser Zeit. Deutlich wurde bei den Ausgrabungen, dass die Renovierungsarbeiten, beispielsweise bei den Principia, nachlässig ausfielen. Dennoch wurde durch das Hinzufügen von mindestens einer Geschützplattform an die Innenseite der Umfassungsmauer der Wehrcharakter dieser Anlage verstärkt. Die schmale Plattform war rund 4,85 Meter lang und 1,80 Meter breit und wurde während der Untersuchungen durch Oleson im südöstlichen Quadranten des Kastells zwischen zwei Türmen entdeckt. Es fanden sich zudem mögliche Spuren für weitere solcher Einrichtungen der Phase IV, die an verschiedenen anderen Stellen der Umfassungsmauer bestanden haben könnten.
Phase IV, in der bereits die Zivilbevölkerung aus dem ungeschützten Lagerdorf in die teils nicht mehr benötigten Bereiche des Kastells umgezogen war, endet mit dem Einsturz aller Gebäude innerhalb des Kastells. Als Ursache kommt wohl das verheerende Erdbeben vom 19. Mai 363 in Betracht, das unter anderem im Legionslager Betthorus durch den amerikanischen Provinzialrömischen Archäologen Samuel Thomas Parker nachgewiesen wurde und sich auch in den regionalen Zentren wie Ayla und Petra widerspiegelt. Oleson wollte bei den Zerstörungen auch einen vielleicht möglichen Zusammenhang in Verbindung mit dem Aufstand der Königin Mavia in den Jahren 375 bis 378 nicht unerwähnt lassen.

### Phase V: Teilweiser Wiederaufbau und am Ende vielleicht rein zivile Nutzung
Zu den von Oleson ausgegrabenen Bauten und Gebäudeteilen, die in Phase V nicht wiederaufgebaut wurden, gehören Teile des dreigeteilten Getreidespeichers (Horreum), die Latrine mit dem angegliederten Handwerksbereich sowie einige periphere Räume im Wohnhaus des Kommandanten (Praetorium). Die Ausgräber konnten aus dem am Ende der Phase IV entstandenen Zerstörungshorizont dieser Strukturen keine besonderen Fundmengen mehr bergen. Einige Stücke, darunter relativ wenige Keramikscherben sowie andere Funde, fanden sich noch in den verdichteten Lehmböden, die bereits während der Phase IV entstanden waren. In einigen der Gebäuden, wie dem Horreum oder dem Praetorium könnte dieses auffallend zurückhaltende Auftreten des Fundmaterials einerseits auf die militärische Disziplin der Soldaten, andererseits auf die Zufälligkeit der ausgewählten Grabungsflächen zurückzuführen sein. Außerdem haben Überlebende der Katastrophe zweifellos in den Trümmern gegraben, um wiederverwertbare Gegenstände zu bergen. Auf dem Laufniveau der Principia und des Getreidespeichers, das sich unmittelbar unter dem Zerstörungshorizont befindet, lag offenbar vom Wind verwehtes Bodenmaterial. Es besteht daher der Verdacht, dass einige der stark beschädigten Gebäudeteile möglicherweise noch einige Monate teilweise begehbar blieben und daher das Bergen von Objekten vor dem endgültigen Einsturz möglich war.
Kurz nach dem Beginn der Phase V wurden einige Räume in mehreren Gebäuden wiederhergerichtet, dazu gehörte die Reparatur der Fußböden, darunter insbesondere die mit Mosaikfußböden ausgestatteten Räume im Praetorium. Die Mosaike wiesen bei deren Ausgrabung nachweisliche Schäden durch herabfallende Trümmer auf. Es zeigte sich, dass große Bereiche, in denen sich die Mosaiksteine (Tesserae) von ihrem Untergrund gelöst hatten, ausgebessert wurden. Alle Räume im Wohnhaus des Kommandanten weisen Brandspuren auf, ein Prozess, der unter anderem rötliche oder schwarze Flecken auf den Mosaiksteinen hinterließ. Bei der Untersuchungen Olesons wurde kein verkohltes Holz oder verbrannter Schutt im Praetorium gefunden. Dies heutet darauf hin, dass die Brandspuren auf den Mosaiksteinen wahrscheinlich nicht mit dem Zerstörungshorizont am Ende der Phase IV zusammenhängen. Die meisten Brandspuren ließen sich am Rand einiger Räumen feststellen, in einigen Zimmern aber auch in deren Mitte. Die geringe Größe sowie die Lage dieser verbrannten Bereiche lassen vermuten, dass es sich hierbei um kleine, begrenzte Feuer gehandelt hat, die höchstwahrscheinlich durch Bewohner entstanden, die das Gebäude während der Phase V nutzten. Auch die ergrabenen Räume in der Nordostecke des Stabsgebäudes wurden saniert. Viele noch stehenden Wände wurden nach der Reparatur grob verputzt und die Inneneinrichtung mit Bänke, Einbauten, neuen Türen und Stufen ergänzt. Zudem wurde eine Küche in den hinzugefügt. Andere Räume, insbesondere der ergrabene hypokaustierte Raum in den Principia sowie einige der Mannschaftsunterkünfte (Contubernia) wurden mit Keramikscherben, Putzresten sowie Schutt aus den Räumen verfüllt, die wieder in Gebrauch genommen worden sind. Der vollständige, erneute Abriss der Münzreihe in der Phase V deutet auf eine offenbar wenig intensive Nutzung des Kastellareals hin. Vielleicht siedelten in dieser Zeit dort nur noch Zivilisten. Dafür könnte auch die Tatsache sprechen, dass das für eine Garnison wichtige Horreum unbenutzt blieb. Die dort am Ende der Phase IV verstürzten Gewölbebögen blieben unangetastet an Ort und Stelle liegen. Der stratifizierbare keramische Befund für die Phase V endet irgendwann im ersten Viertel des fünften Jahrhunderts. Anschließend wurde das Kastell endgültig aufgegeben.

### Phase VI: Steinraub und Abbruch
In frühbyzantinischer Zeit beginnt der Abbruch des Kastells zum Auf- und Ausbau der wiedererstarkten Zivilsiedlung, einschließlich von fünf Kirchen.
Oleson konnte lediglich eine letzte Bautätigkeit für die Mitte des sechsten Jahrhunderts (Phase VIA) innerhalb der Kastellruine feststellen. In Olesons Grabungsareal L entstand ein singulärer kleiner Raum von lediglich 3,30 (Nord-Süd) × 3,35 (Ost-West) Metern. Dieser befand sich rund 20 Meter westlich des Nordtores, der Porta decumana, gegen die Innenseite der Dekumanfront gelehnt. Ein bronzener Follis, der nach 491 geschlagen wurde und wahrscheinlich erst in die Regierungszeit des Kaisers Justinian I. (527–565) datiert, kann den Bau als Terminus post quem in die Mitte des sechsten Jahrhunderts datieren. Oleson spekulierte, in dem Gelass das Quartier für einen Aufseher oder Nachtwächter zu sehen. Auch könnte sich hier das Werkzeuglager während der Bergung von Baumaterialien aus dem Kastell befunden haben.

## Beschreibung der Anlage

### Umfassungsmauer
Die vollständig in Trockenbauweise errichtete Umfassungsmauer besteht aus zwei Mauerschalen. Diese bestehen aus Kalk- und Sandstein, wobei neben Bruchsteinen auch unbearbeitete Feldsteine zum Einsatz kamen. Einige Stücke sind deutlich als Werksteine zu erkennen und wurden als Spolien älterer Bauten wiederverwendet. Sie tragen charakteristische nabatäische Meißelspuren die als gestreifte Diagonalen an den Außenseiten der Mauerblöcke erscheinen. Der zwischen den beiden Mauerschalen eingebrachte Kern besteht aus Schutt, Gestein und Erde. Auch dieses Material wurde mörtelfrei verarbeitet. Kurz hinter der inneren Mauerschale zogen die römischen Soldaten bereits während der Errichtung des Kastells einen zweiten, parallel verlaufenden Mauerzug hoch, um dazwischen einen Wehrgang zu etablieren. Die Gesamtbreite der Umfassungsmauer beträgt mit dieser Verstärkung rund drei Meter.

#### Türme
Für das Studium der Militärarchitektur im Vorderen Orient ist das Vorhandensein von vorspringenden rechteckigen Wehrtürmen zu einem so frühen Zeitpunkt bemerkenswert. Es fehlen auch die ansonsten typischen abgerundeten Ecken der Umfassungsmauer. Die quadratischen, rund 5,85 × 5,85 Meter großen Ecktürme schließen rechtwinkelig an die Mauer an und ragen rund 1,85 Meter aus ihrem Verband hervor. Insgesamt besitzt das Kastell 12 rechteckige Zwischentürme, von denen jeder rund 5,80 bis 6,0 Meter im Quadrat misst und rund 1,80 Meter hervorkragt. Bei den insgesamt acht Tortürmen wurden identische Messwerte erzielt. Es wurde festgestellt, dass alle Türme mit der in Phase II entstandenen Umfassungsmauer verbunden waren und damit zeitgleich einzuordnen sind.

#### Tore
Das Kastell besitzt vier Zufahrtstore, von denen sich je eines auf jeder der vier Seiten der Garnison befindet. Alle Tore werden von je zwei Tortürmen flankiert. An den Schmalseiten im Norden und Süden sind diese Tore mittig in die Umfassungsmauer integriert. An den Längsseiten, im Osten und Westen, befinden sie sich aus der Mitte nach Süden verschoben, was dem klassischen Bauschema nach Lehrmeinung des Pseudo-Hygin entspricht, und teilen damit die Umfassungsmauer im Verhältnis 4:3. Die Ausgrabung des Osttores, der Porta principalis sinistra, ergab eine einspurige, 4,20 Meter breite Durchfahrt. Aus den dort festgestellten Befunden und Funden, zu denen auch Metallreste gehören, lässt sich ein nach innen schwenkbares hölzernes Doppeltor rekonstruieren. Zumindest an diesem Tor konnte an der Außenseite der Kastellmauer ein Verputz festgestellt werden.

#### Umfassungsgraben
Aufgrund der geophysikalischen Untersuchungen des Jahres 2002 wurde ein das Kastell umgebender Wehrgraben nachgewiesen. Unmittelbar vor dem rückwärtigen Nordtor (Porta decumana) und dem seitlichen Westtor (Porta principalis dextra), hatten die Soldaten als zusätzliche Defensivmaßnahme etwas nach außen abgesetzt zum Umfassungsgraben kurze Wälle (Tituli) angeschüttet, um frontale Vorstöße gegen diese Tore zu erschweren.

### Innenbebauung

#### Stabsgebäude(Principia)

Die Principa mit dem angrenzenden Horreum auf den Latera praeetorii (Ausgrabungsstand 2005)

Unmittelbar an der T-förmigen Kreuzung, an der die vom Südtor kommende Hauptstraße, die Via praetoria, auf die vom Osttor zum Westtor verlaufende zentrale Verbindungsstraße, die Via principalis, trifft, befindet sich auf den Latera praeetorii (Mittelstreifen) als Verwaltungszentrum das Stabsgebäude des Kastells, zu dem unter anderem Büroräume, Magazine, die Truppenkasse und das kultische Zentrum des Kastells gehören. Oleson nannte diesen Grabungsbereich „Areal G“. Von den Principia wurde weitgehend nur die rückwärtige nördliche Raumflucht ergraben, die eine Gesamtbreite von 29,42 Metern (= 100 Römische Fuß) besitzt. Ganz im Südosten des Bauwerks wurde von Oleson der Quadrant J02 erschlossen. Bei seiner Untersuchung fand sich ein seitlicher Zugang von der Via principalis in das Stabsgebäude. In einer späteren Phase wurde der Zugang vermauert. In eine jüngere Nutzungsperiode fällt in diesem Quadranten auch die Anlage eine Feuerstelle und Ascheablagerungen in der südöstlichen Innenecke der Principia.
Nach Süden schließt sich an diese Räume ein rechteckiger Säulenhof an. Dies entspricht ganz der militärischen Bautradition, wie sie während des 1. Jahrhunderts n. Chr. entwickelt wurde. Im Gegensatz zu der festgestampften kiesigen Oberfläche am Nordende des Innenhofes war dessen südlicher Bereich mit einem Plattenbelag gepflastert, der teilweise mit Resten einer Estrichschicht überzogen war. Es konnte festgestellt werden, dass sich die Steinplatten unter dem Estrich noch in einem relativ gutem Zustand befanden. Zudem trug offenbar nicht der gesamte Plattenbelag des Hofes einen Estrichüberzug, wie Untersuchungen an anderen Stellen nahelegen. Es deutet einiges darauf hin, die Estrichreste einer späteren Zeitstellung zuzuschreiben und sie als eine lediglich lokal begrenzten Erscheinung innerhalb der Hoffläche zu betrachten.
Nachdem die Ausgräber unter Oleson in den Strata der Phase II Terrakotta-Dachziegel feststellen konnten, wird davon ausgegangen, dass zumindest Teile dieses Gebäudes während der Phase II ein Steildach besaßen. Dies scheint sich mit der Phase IV geändert zu haben, da nun ausschließlich tonige Rest mit darin eingeprägten Schilfrohrspuren befundet werden konnten. Oleson ging davon aus, dass die Principia ab dieser Zeit ein Flachdach besessen haben könnten. Ähnliche Veränderungen ließen sich auch an den Innenwänden des Bauwerks ablesen. So waren die Räume der Phase II verputzt und ihre obere Hälfte mit aufwendigen polychromen Fresken geschmückt. Bei den Umbauten beziehungsweise Renovierungen der Phase IV wurde weniger Wert auf Qualität gelegt und sich mit einfacheren Ausführungen begnügt.
Die Principia von Hauara besaßen aufgrund ihrer Zeitstellung noch keine halbrund ausgebildete Apsis für das mittig in der rückwärtigen Raumflucht eingebaute Fahnenheiligtum (Aedes oder Sacellum), das in Olesons Plan Raum „D“ ist. Die Ausgestaltung des Heiligtums mit Apsiden wurde in den meisten Kastellen des Reiches erst ab der Mitte des 2. Jahrhunderts üblich. Damit ergibt sich allein aus dieser architektonischen Feststellung eine grobe Baudatierung auf die erste Hälfte des 2. Jahrhunderts. Das rechteckige Fahnenheiligtum besaß eine Größe von 7,75 Meter (Nord-Süd) × 5,72 Meter (Ost-West) und war vollständig mit einem Fußboden aus sauber gesetzten rechteckigen Sandsteinplatten ausgestattet. Am südlichen Ende des Heiligtums, grenzte einst eine Mauerzug mit Durchgang diesen Bereich von dem anschließenden Säulenhof ab. Bei den Grabungen im Jahre 2000 zeigte sich, dass genau dieser Mauerzug vollständig ausgebrochen war und sich so keinerlei Rückschlüsse auf die Gestaltung des Eingangsbereichs zum Fahnenheiligtum erhalten hatten. Vielleicht fand in frühbyzantinischer Zeit ein Umbau statt, bei dem nicht nur die fehlende Mauer ausgebrochen wurde. Die Ausgräber stellten fest, dass auch Teile der nördlichen Rückwand des Fahnenheiligtums entfernt worden waren.
Das Heiligtum wurde westlich und östlich von Büroräumen flankiert, deren Zugänge sich ebenfalls zum Säulenhof hin öffneten. Das östlichste dieser Zimmer, der rechteckige Raum B, war 4,40 Meter (Nord-Süd) x 4,45 Meter (Ost-West) groß und wurde über eine Türe vom Innenhof her erschlossen. Da Raum B als Durchgangszimmer konzipiert war, befand sich in dessen Nordwand eine weitere Türe, um in den kleinen Raum A zu gelangen. Spuren einer ähnlichen Türe zum Säulenhof, wie sie Raum B besaß, konnten auch an dem zwischen B und dem Fahnenheiligtum gelegenen rechteckigen Raum C nachgewiesen werden, der 7,72 Meter (Nord-Süd) x 4,80 Meter (Ost-West). Zudem fanden sich Reste eines Bodens aus rechteckigen Sandsteinplatten, wie im Heiligtum. Ursprünglich waren die genannten Büros noch über Seitentüren miteinander verbunden. Dies wurden in späterer Zeit jedoch als nicht mehr notwendig erachtet und vermauert.
Auf einem 1996 entdecktem, sekundär verwendeten möglichen Statuensockel innerhalb des Stabsgebäudes fand sich der Rest einer Inschrift, die in das 2. bis 3. Jahrhundert n. Chr. datiert:
] Praesentem legat[um
Spekulativ könnte sich die Nennung eines Legaten auf einen Legionskommandeur (legatus legionis) beziehen. Vielleicht wurde das Stück kurz nach der Annexion des Nabatäerreiches angefertigt und nannte Gaius Bruttius Praesens, den damaligen Legaten der Legio VI Ferrata, der mit dieser Einheit beim Einmarsch dabei war.
Aus den Principia stammt auch ein Weihealtar mit einer griechischen Inschrift, der während des 2. bis 3. Jahrhundert n. Chr. entstanden ist:
ΔιὶΜεγίcτω[ι]

Καπετωλ̣[ι]

ωἱ Α̣δρ[ιαν] (?)

ὸϲ Ἀγρίππ̣α

[ἀνέθηκε] (?)
Übersetzung: „Dem größten Zeus Kapitolios, (von) Hadrian (?), Sohn des Agrippa (gewidmet?).“
Im Stabsgebäude wurde eine Statuenbasis geborgen, die eine stark fragmentierte, in das 2. Jahrhundert n. Chr. datierende griechische Inschrift trug. Ein aus Ägypten stammenden Dedikant hatte sie gewidmet:
Ϲωτήρ[ιοϲ? oder Ϲωτηρ[ίϲ oder Ϲωτήρ[ιχοϲ?

Πρωτοϲ[…]

την̣[ἀ]νέθ[ηκε (?)
Übersetzung: „Soterios (oder Soteris oder Soterichos?) Protos …? hat dies gewidmet (?)“

#### Wohnhaus des Kommandanten(Praetorium)

Bauten im Mittelstreifen der Garnison; links das Praetorium

Das Wohnhaus des Kommandanten (Areal I), unmittelbar westlich des Stabsgebäudes, war auffallend luxuriös ausgestattet. Es gibt deutliche Hinweise, dass nabatäische Handwerker an dessen Ausbau beteiligt waren. Stilistische Details zeigen, dass der Mosaikfußboden im Prätorium von der gleichen Mosaikistenschule gelegt wurde, die in einer nabatäischen Villa im Wadi Musa unmittelbar vor der römischen Invasion tätig war. Der an das Zimmer mit dem Mosaikfußboden angrenzende Raum wurde später, aber immer noch in Phase II, hinzugefügt. Er war mit einem Hypokaustum ausgestattet, das sehr ähnlich aufgebaut war, wie die nabatäische oder frührömische Therme, die in spektakulärer Lage am Jabal al-Khubthah oberhalb von Petra lag. Es gab zudem einen ähnlich beheizten Raum im Kleinkastell Khirbet El-Khalde, dem antiken Praesidium, 33 Kilometer südlich von Hauara. Reeves und der Provinzialrömische Archäologe Craig A. Harvey konnten bei ihren Untersuchungen an diesem hypokaustierten Raum festgestellt, sich keinerlei Militärstempel auf den Ziegeln fanden. Auch sonst im Kastell kamen keine zu Tage. Möglicherweise wurde die Baukeramik – wie nachweislich ein Großteil der übrigen keramischen Erzeugnisse – von Ziegeleien und Töpfern aus Petra geliefert.

#### Via praetoriaundVia principalis
Die erste Ausgrabung an der Via praetoria (Areal H) im Jahr 1996 legte lediglich einen Abschnitt der zentralen Nord-Süd-Straße frei, doch wurde nicht die gesamte Breite der mit Sandsteinplatten gepflasterten Straße erfasst. Erst im Jahr 2000 wurde eine Sondage im Quadranten H40 quer über die Via praetoria gezogen und der unter der Trasse liegende Abfluss untersucht. Eine die Westseite der Straße begrenzende Mauer wurde ebenfalls freigelegt. Es zeigte sich, dass die Via praetoria mit 8,0 Metern die gleichen Abmessungen wie die Via principalis besitzt. Der unter der Straße entlangführende Abzugskanal konnte als integraler Bestandteil der Via praetoria nachgewiesen werden. Seine Planung und Erbauung gehört damit in die Gründungszeit des Kastells und somit in die Phase II. Ein wesentlich jüngerer Mauerzug, dessen Fundament deutlich über das trajanische Straßenniveau führt und gegen die Hauptbaurichtung der älteren Mauern verläuft, gehört zu einem Gebäude, das erst errichtet wurde, als die Via praetoria nicht mehr als Hauptverbindungsstraße genutzt wurde. Oleson vermutete, den jüngeren Mauerzug dem 4. Jahrhundert n. Chr. zuordnen zu können.
Am untersuchten Quadranten J02 vor den Principia konnte im Gegensatz zur Via praetoria an der Via principalis kein Steinpflaster festgestellt werden. Stattdessen bestand der Laufhorizont aus verdichtetem Schotter, Kieselsteinen und Sand. Unter einer Stufe, es könnte sich auch um einen erhöhten Gehweg zwischen der südlichen Abschlussmauer des Stabsgebäudes und der Via principalis wurde eine Terrakotta-Rohrleitung beobachtet, die von Osten nach Westen verläuft. Nach Osten hin fällt die Leitung ab, doch die Mörtelpackung, die das Rohrsystem eingebettet war, könnte darauf hindeutet, dass die Leitung als Teil eines Drucksystems konzipiert war. Damit hätte das Leitungswasser in beide Richtungen fließen können. Das weiter unten besprochene Reservoir im Areal L, das sich auf einem höheren Geländeniveau in der nordöstlichen Retentura (Hinterlager) befindet, ist wahrscheinlich die Ausgangsquelle dieser Rohrleitung, Sie könnte Brunnen, ein Bad oder eine Latrine speisen.

#### Weitere Gebäude
Mannschaftsbaracke und Schmiede
Im südöstlichen Quadranten der Praetentura (Vorderlager; Areal H) wurde 1996 anschließend an die Via praetoria eine Reihe hintereinander geschalteter Räume als Mannschaftsbaracke gedeutet. Die einzelnen Räume sind 4,50 × 3,50 Meter groß. In einem dieser Räume befand sich allerdings eine während der Phase IV installierte Schmiede. Bei deren Ausgrabung fanden sich große Mengen an Altmetall, die zum Einschmelzen und Wiederverwerten bestimmt waren. Dazu zählten Schnallen, dreiblättrige Pfeilspitzen, Speer- und Lanzenspitzen, Segmente von Schuppenpanzern, Schuhnägel und die Wange eines Eisenhelms, an dessen Innenseite noch Lederfragmente klebten. Oleson stellte fest, dass eine Mischnutzung der Kasernenbauten für Mannschaftsunterkünfte und Handwerksbetriebe während der Spätantike durchaus auch an anderen Garnisonsplätzen beobachtet werden kann, zumal die Größe der Truppenkontingente während dieser Zeit bereits verkleinert worden war und an vielen Kastellplätzen die Zivilbevölkerung aus den Lagerdörfern in die militärisch nicht mehr benötigten Bereiche innerhalb der Kastellmauern umzog.
Wasserspeicher
Im nordwestlichen Quadranten der Retentura (Areal L) befindet sich ein großes, rechteckiges Wasserreservoir, das 29,40 × 14,20 Meter umfasst und 3,05 Meter tief ist. Die dazu passenden römischen Maße von 500 × 700 Fuß im Umfang und 10 Fuß in der Tiefe zeigen, dass es sich auch bei dieser Anlage um das genuine Werk römischer Architekten handelt.

## Truppenverpflegung
Die während der Ausgrabungen durch Oleson reichlich zu Tage gekommenen Speiseabfälle enthielten nicht nur die erwarteten Schafs- und Ziegenknochen, sondern auch die von Schweinen und Hühnern. Zahlreich waren Austernschalen, die vermutlich aus dem rund 45 Kilometer südlich gelegenen Roten Meer hierher gebracht wurden und besonders um das Stabsgebäude herum entdeckt wurden. Überraschenderweise fand sich nur eine einzige Scherbe von einer importierten Weinamphore – und die stammte nicht aus dem Kastellareal.
Während der gesamten Antike lieferte Petra den größten Teil der Keramik, die sowohl von Soldaten als auch von Zivilisten in Ḥauara genutzt wurde.

## Truppe
Die Garnison war für die Unterbringung einer berittenen Hilfstruppe, wahrscheinlich einer Ala quingenaria, vorgesehen, die von einer oder mehreren der nach der Eroberung in der Region stationierten Legionen hierher disloziert wurde. Eine Inschrift aus dem dritten Jahrhundert, die an dem weiter oben bereits dokumentierten Weiheinschrift in der Zivilsiedlung von Hauara gefunden wurde, erwähnt die Legio III Cyrenaica. Oleson stellte fest, dass aber auch Vexillationen der Legio VI Ferrata im Kastell stationiert gewesen sein könnten. Eine Inschrift nahe dem römischen Kastell von Mada'in Salih im heutigen Saudi-Arabien erwähnt eine Einheit von eq(uites) dro(medarii) der Legio III Cyrenaica in Verbindung mit der dortigen Garnison. Es ist eine Hypothese, dass die in der Notitia dignitatum erwähnten Equites sagittarii indigenae, die in Hauara stationiert waren, ebenfalls mit Kamelen und nicht mit Pferden ausgestattet waren.